# Лицензгейт
ПФК ЦСКА (София) не получава лиценз за евротурнирите за сезон 2008/09 от лицензионната комисия към БФС заради 254 000 лв. задължения към Вихрен (Сандански) и 937 000 лв. задължения към НАП. Хронология на скандала:
- На 17 януари 2008 на ПФК ЦСКА с куриерска поща е изпратен комплект документи с точни и ясни срокове за подаване на съответните документи, необходими за лицензирането на клуба.
- На 18 февруари 2008 Лицензионният мениджър на БФС напомня на клуба за първия срок за подаване на документи по: спортни, инфраструктурни, правни, административни и човешки ресурси е 29 февруари 2008 г.
- На 24 март 2008 Лицензионният мениджър на БФС изпраща на ПФК ЦСКА писмо с напомняне за втория срок за подаване на документи по финансови критерии, който изтича на 31 март 2008 г.
- На 9 април 2008 в БФС е получено писмо по електронен път от г-н Симон Патрик – служител в централата на УЕФА и отговорник по лицензирането. Той иска официално информация за футболните клубове Левски и ЦСКА по финансовите критерии. На 16 април 2008 документите са изпратени от БФС по електронен път.
- На 30 април 2008 с факс и писмо до ПФК ЦСКА са изпратени нередностите по финансовите критерии, който следва да бъдат отстранени от клуба със срок 10 април 2008 г. Нередностите са описани подробно в писмото, което е приложено към уведомлението.
- На 10 и 14 май 2008 ПФК ЦСКА предоставя на БФС необходимата според клуба информация.
- На 19 май 2008 е изготвен одиторски доклад на втори независим одитор за футболните клубове, които ще играят в турнирите на УЕФА. Той е направен с цел покриване на изискванията на финансовите критерии и във връзка със засиления интерес към тях от страна на УЕФА.
- На 21 май 2008 се провежда се заседание на Лицензионната комисия на БФС, на което присъства и изпълнителният директор на БФС Борислав Попов. На това заседание единодушно се взима решение ПФК ЦСКА да не получи лиценз за сезон 2008/09, поради неизпълнени критерии – спортни, инфраструктурни и финансови.
- На 28 май 2008 ПФК ЦСКА изпраща жалба срещу това решение като предоставя нови документи, включително и официално писмо от НАП с дата 18 април 2008 г. за наличие на задължения. В жалбата също така се посочва, че е уреден и друг финансов проблем, но не беше приложен договор за разсрочване или изплащане на дължимата сума. Този договор, както и официалното оттегляне на иска към клуба са представени в Лицензиращия орган на 2 юни 2008 г.
- На 30 май 2008 Апелативната комисия към системата за лицензиране потвърждава решението на Лицензионната комисия по отношение на ЦСКА – поради неизпълнение на финансови критерии. Решението е взето 2 дни по-рано от законовия срок в който ЦСКА имат право да представят документи за разсрочени и платени задължения. Лицензионната комисия лицензира стадион „Българска армия“ за вътрешното първенство.
- На 2 юни 2008 ПФК ЦСКА представя договор за разсрочване или изплащане на дължимата сума и официалното оттегляне на иска към клуба в късна среща между Лицензионната комисия, президентът на БФС Борислав Михайлов и президентът на ЦСКА Александър Томо
- На 3 юни 2008 Лицензионната комисия на пресконференция официално оповестява, че отборът е изваден от европейските клубни турнири и е застрашен от изваждане от А група.
- На 5 юни 2008 президентът на ЦСКА Александър Томов подава оставка, а временно за президент е назначен Емил Костадинов; След среща с фенове и бивши спортисти на ЦСКА премиерът на България Сергей Станишев разпорежда ДАНС да започнат проверка за собствеността и задълженията в ЦСКА.
- На 10 юни 2008 ЦСКА получава писмо от НАП за изплащане на задълженията на отбора.
- На 14 юни 2008 се провежда протестен концерт организиран от централния фенклуб на ЦСКА.
- На 20 юни 2008 ЦСКА внася в БФС документите за получаване на лиценз. Извънредно заседание на изпълкома на БФС се насрочва за 24 юни 2008.
- На 24 юни 2008 Изпълкомът на БФС решава случаят „ЦСКА“ да бъде върнат за преразглеждане в Лицензионната комисия.
- На 26 юни 2008 Лицензионната комисия издава лиценз на ЦСКА за новия сезон под условия които трябва да се изпълнят до 4 август 2008 г.
- На 18 юли 2008 Изпълкомът на БФС обявява, че стадион „Българска армия“ не получава лиценз за новия сезон въпреки решението на Лицензионната комисия. Дадено е време до 1 август да се извършат нужните ремонти.

На 5 август 2008 Лицензионната комисия окончателно издава лиценз на ЦСКА за новия сезон.

### Несъстоятелност, преструктуриране и търг за активите
На 16 октомври 2013 г. започва да се разглежда дело за обявяване в несъстоятелност на „Професионален футболен клуб ЦСКА“ ЕАД гр. София по молба на фирма „Юнис“ ООД заради неплатени ремонти по стазион „Българска армия“ и базата в Панчарево
На 18 септември 2014 г. е даден ход на делото по същество, но на 6 октомври същата година е стопирано и е възобновено производството.
На 7 януари 2015 г. ЦСКА печели дело за обявяване в несъстоятелност заведено от друга фирма „Папаз холдинг“
На 14 май 2015 г. е възобновено производството по делото на фирма Юнис
В края на септември 2015 г. се гледа делото по несъстоятелност, а на 5 октомври съда излиза с решение, че клуба е в неплатежоспособност от 31 декември 2014 г. и назначава Радослав Тонев за временен синдик. На 4 октомври 2015 г. се провежда среща между Гриша Ганчев, известни фенове на ЦСКА и фенове от страната, като на срещата на стадион „Българска армия“ присъстват около 4 – 5000 души. Представят се две идеи за спасение на ЦСКА – ново дружество да продължи на мястото на старото във В група или „купуване“ на лиценз на друг отбор. Правната комисия на БФС отказва да приеме новото дружество за правоприемник на старото.
Радослав Тонев свиква Общо събрание на кредиторите на 22 октомври. Постоянен синдик не се избира сред трима кандидати и се назначава служебен от съда – Дора Милева.
На 26 май 2016 г. съдът обявява решението си, че дълговете на „ПФК ЦСКА“ АД са 23 897 878,48 лева.
В края на юни 2016 г. са внесени два оздравителни плана за ПФК ЦСКА АД от ръководството на отбора и от Васил Божков. На 5 юли и двата плана са отхвърлени от СГС
Старото дружество на отбора „ПФК ЦСКА“ АД преустановява дейност, а по-късно е и окончателно обявено в несъстоятелност на 9 септември 2016 г.
На 30 март 2017 г. е проведен търг за активите на ПФК ЦСКА АД, който обаче е провален от феновете на ЦСКА, които не допускат външи фирми до търга
На 30 май 2017 г. представителите на „Сектор Г“, подкрепени от собствениците, печелят търга за активите на ПФК ЦСКА АД с оферта от 8 милиона лева.
На 11 октомври 2018 г. собствениците на ЦСКА Гриша Ганчев и Юлиан Инджов превеждат почти 8 млн. лева за придобиването на активите на ПФК ЦСКА АД по сметката определена от синдика на дружеството в несъстоятелност.
Плащането на активите а забавено заради дело на фирма Камеко заради земи които са включени от синдика Дора Милева в активите на ПФК ЦСКА АД. На 30 юли 2019 г. Камеко печели делото срещу ПФК ЦСКА АД (в несъстоятелност), с което земите се изкарват от активите
На 30 септември 2019 г. съдът възлага върху фирма Ред Енимълс ЕООД собствеността върху вещите и имуществените права като цяло, съставляващи масата на несъстоятелността на „Професионален футболен клуб ЦСКА“ АД